# Cristián de Dinamarca (1603-1647)
Cristián (Copenhague, Dinamarca; 31 de marzojul./ 10 de abril de 1603greg.-Dresde, Sajonia; 23 de mayojul./ 2 de junio de 1647greg.) fue el príncipe de Dinamarca como el segundo hijo mayor del rey Cristián IV de Dinamarca y la reina Ana Catalina de Brandeburgo.
Originalmente se suponía que Cristián había tomado el trono después de su padre, siendo aclamado como un príncipe elegido en 1610. Sin embargo, murió un año antes que su padre, por lo que nunca logró convertirse en rey.

## Biografía

### Primeros años
Cristián nació el 10 de abril de 1603 en el castillo de Copenhague como el segundo pero más viejo hijo sobreviviente del rey Cristián IV en su primer matrimonio con Ana Catalina. Fue nombrado después de su padre.
Cristián fue celebrado el 15 de marzo de 1610 como un príncipe elegido, con la perspectiva de tomar el trono después de su padre. Recibió la mejor educación que estaba disponible, y se desempeñó como regente junto con tres consejeros como su padre en 1626 fue a la guerra en Alemania.

### Matrimonio
En 1634 Cristián se casó con Magdalena Sibila de Sajonia, quien era la hija del elector Johann Georg I de Sajonia. La boda se llamaba The Great Annex y fue muy magnífica y costosa. Entre las características de las festividades estuvieron la primera actuación con el Royal Ballet. El matrimonio permaneció sin hijos.

### Vida posterior
Los esfuerzos de Christian como gobernante del reino no pasaron desapercibidos, y en otros contextos se volvió impopular mientras llevaba una vida desenfrenada. Estaba gordo, flácido y murió en relación con una estancia de cura en Dresde; Había sido asesinado.
Está enterrado en la catedral de Roskilde.